# Цамисева къща
Цамисевата къща (на гръцки: Κτήριο Τσαμίση) е къща, архитектурна забележителност в град Костур, Гърция.

## Местоположение
Къщата е разположена на кръстовището на улиците „Цамисис“ и „Бизани“ в западната махала, някога населена с турци.

## История
Сградата е построена в 1930 година като резиденция и клиника. В 1994 година е обявена за паметник на културата.

## Архитектура
В архитектурно отношение е еклектична, двуетажна сграда поради наклона на терена, с керемиден покрив. Сградата показва елементи от неокласицизма, традиционната архитектура и сецесиона. На западната страна има чардак на етажа, с триъгълен фронтон. Фасадата е декорирана с ленти, псевдоколани, релефни корнизи около отворите и други.